# ستيفن جي. ستيلويل
ستيفن جي. ستيلويل هو سياسي أمريكي، ولد في 10 مايو 1866، وتوفي في 20 أبريل 1942. نشط حزبياً في الحزب الديمقراطي. وقد انتخب عضو مجلس ولاية نيويورك ‏.